# Die Schlacht an der Somme
Die Schlacht an der Somme (englisch The Battle of the Somme) ist ein britischer Dokumentar- und Propagandafilm aus der Zeit des Ersten Weltkriegs über den Beginn der Schlacht an der Somme. Er gilt als der erste wirkliche Dokumentarfilm in der Geschichte des Kinos und hielt bis zur Veröffentlichung von Krieg der Sterne gut 60 Jahre lang den Publikumsrekord an den britischen Kinokassen.
Seit dem 29. Juli 2005 gehört The Battle of the Somme zum Weltdokumentenerbe. Es ist das erste britische Zeitdokument, das in diese Liste aufgenommen wurde.

## Militärischer Hintergrund

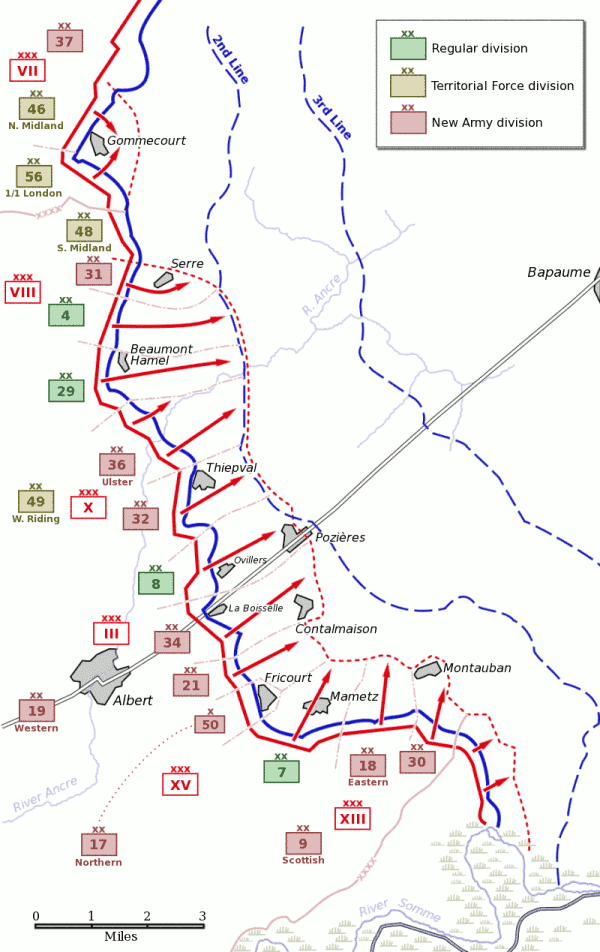
Der britische Schlachtplan

Nach der Ersten Marneschlacht erstarrte die Front in Frankreich im Herbst 1914 im Stellungskrieg. Im Laufe des folgenden Jahres versuchten Alliierte wie Deutsche, mit immer größer werdenden Offensiven die jeweils gegnerischen Stellungen zu durchbrechen und wieder zum Bewegungskrieg überzugehen. Alle diese Angriffe brachten, außer hohen Verlusten für beide Seiten, kaum Ergebnisse. Auch der Einsatz von Giftgas, zunächst durch die Deutschen, änderte daran nichts.
Ende 1915 vereinbarten die Alliierten auf der Zweiten Chantilly-Konferenz für den Sommer 1916 mehrere große Offensiven an verschiedenen Fronten, darunter eine gemeinsame britisch-französische in Frankreich. Als Ort wurde das Gebiet beidseits des Flusses Somme ausgewählt, an der Nahtstelle des britischen und französischen Frontabschnitts. Am 21. Februar eröffnete die deutsche Armee jedoch die Schlacht um Verdun. Auf einer weiteren Konferenz in Chantilly im März konkretisierten der französische General Joseph Joffre und der britische Feldmarschall Douglas Haig ihre Pläne unter Berücksichtigung jener neuen Kämpfe. Die französischen Truppenkontingente an der Somme wurden stark reduziert. Die britische Offensive hatte nun auch das Ziel, die französische Front bei Verdun zu entlasten.
Ursprünglich sollte die britische Infanterie am 29. Juni angreifen. Wegen des schlechten Wetters wurde der Angriffsbeginn jedoch kurzfristig um 48 Stunden verschoben.
Der Plan sah vor, die deutschen Stellungen durch ein massives, mehrtägiges Trommelfeuer mit etwa 1,5 Millionen Granaten sowie durch die Zündung von insgesamt 19 Minen zu zerstören. Die britische Infanterie sollte dann praktisch ohne Gegenwehr durch das Niemandsland vorstoßen und die deutschen Stellungen einnehmen können. Es gelang jedoch nicht, die deutschen Verteidiger komplett auszuschalten, so dass die vorrückenden britischen Einheiten schwere Verluste erlitten. Von den etwa 120.000 angreifenden britischen Soldaten wurden alleine in der ersten halben Stunde 8.000 getötet, überwiegend durch Maschinengewehrfeuer. Insgesamt beliefen sich die britischen Verluste am 1. Juli auf 57.740 Mann, darunter 19.240 Tote. Dieser Tag gilt seitdem als der blutigste in der britischen Militärgeschichte. Besonders hoch waren die Verluste bei den Offizieren unterhalb des Rangs eines Majors – hier betrugen die Verluste alleine am ersten Tag 60 %. Trotzdem wurde die Offensive fortgeführt und erst im November abgebrochen, ohne dass es zu einer militärischen Entscheidung gekommen wäre.

## Die Entstehung des Films und zeitgenössische Aufführungen

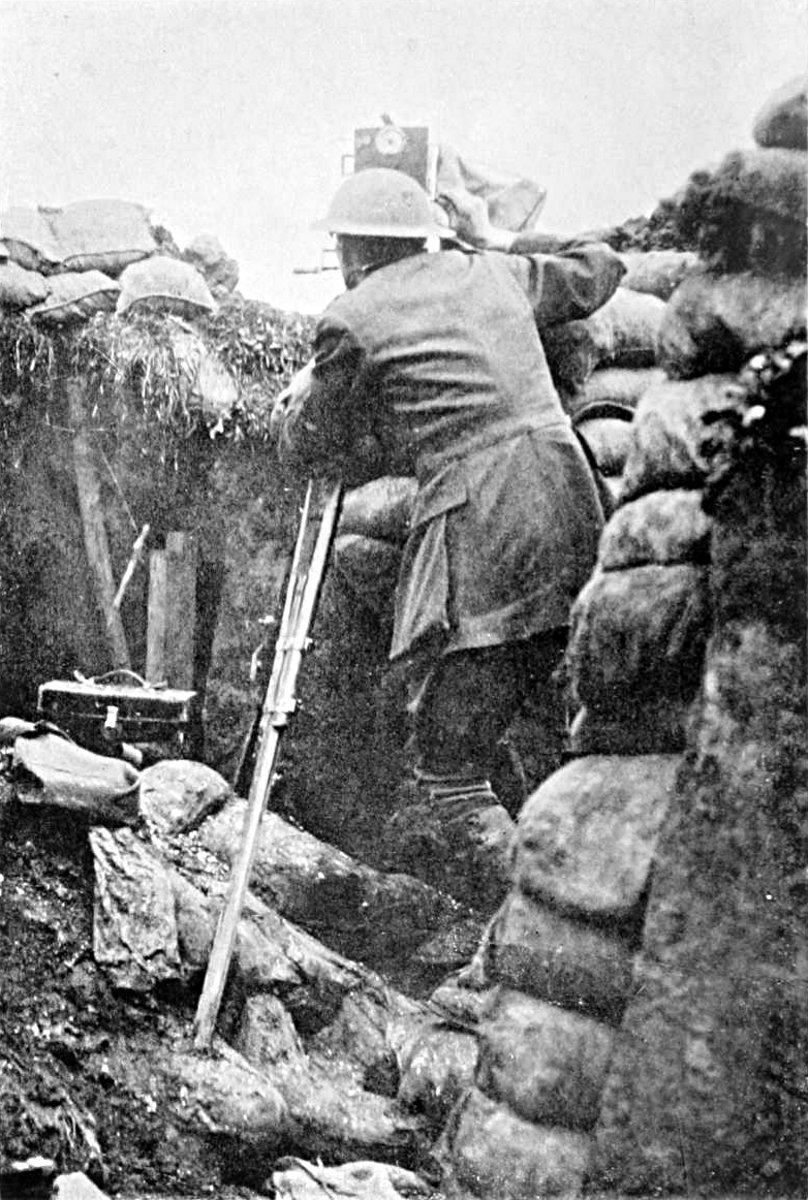
Geoffrey Malins filmt am 1. Juli aus dem Schützengraben das vorbereitende Trommelfeuer

Nachdem Herbert Kitchener nach Ausbruch des Krieges zum britischen Kriegsminister ernannt worden war, verbot er zunächst jegliche aktuelle Berichterstattung von der Front. Erst gut ein Jahr später, im Herbst 1915, beugte sich das War Office dem Druck seitens des British Topical Committee for War Films, einer Lobbyorganisation der britischen Filmwirtschaft, und lockerte die Zensurmaßnahmen. Es wurden zwei offizielle Kameramänner nach Frankreich geschickt, Geoffrey H. Malins von Gaumont und Edward G. Tong von der Filmproduktionsgesellschaft Jury's Imperial Pictures. Malins hatte bereits unmittelbar nach Kriegsausbruch bis zum Verbot durch das Ministerium als freier Kameramann in Belgien und Frankreich gearbeitet. Kurz vor Beginn der Schlacht an der Somme wurde Tong aufgrund einer Erkrankung durch John B. McDowell ersetzt. The Battle of the Somme wurde somit von nur zwei Kameramännern gedreht. Geoffrey Malins war dabei im nördlichen Abschnitt der Angriffsfront im Operationsgebiet der 29. Division bei Beaumont-Hamel eingesetzt, McDowell filmte weiter südlich bei der 7. Division in der Nähe von Fricourt und Mametz. Während Malins einen Ehrenrang als Leutnant annahm, zog McDowell es vor, Zivilist zu bleiben. Die Filmaufnahmen fanden zwischen dem 25. Juni und dem 9. Juli statt. Beide Männer drehten mit 35-mm-Film, wobei in den meisten Fällen Kameras des Fabrikats Moy & Bastie zum Einsatz kamen.
Das Topical Commitee hatte ursprünglich keinen so umfangreichen Dokumentarfilm geplant und wollte die Aufnahmen lediglich für kurze Wochenschauberichte verwenden. Nach der Sichtung des Filmmaterials von der Somme beschlossen die Verantwortlichen jedoch, einen abendfüllenden Film daraus zu machen. Der Besitzer von Jury’s Imperial Pictures, William F. Jury, der auch Mitbegründer des Topical Commitees war, sollte als Produzent fungieren. Den Schnitt übernahm der angloamerikanische Filmpionier Charles Urban, der bei seiner Arbeit von Malins unterstützt wurde. Eine Rohschnittfassung des Films wurde in Frankreich im Hauptquartier der British Expeditionary Force gezeigt, wo General Rawlinson, Oberbefehlshaber der Vierten Armee, die Entfernung einiger Szenen anordnete, die vor allem den "Horror der Toten und Verwundeten" zeigten. Malins schrieb später über die noch im Film verbliebenen Aufnahmen:

“It is only a very mild touch of what is happening day after day, week after week, on the bloody plains of France and Belgium.”

„Es ist nur ein sehr mildes Abbild dessen, was Tag für Tag, Woche für Woche in den blutigen Ebenen Frankreichs und Belgiens geschieht.“

Bereits am 2. August wurde der fertige Film dem kurz zuvor zum Kriegsminister ernannten David Lloyd George vorgeführt. Die erste öffentliche Vorführung fand am 10. August vor ausgewähltem Publikum im Scala Theatre in London statt, das zu dieser Zeit von Charles Urban betrieben wurde. Am 21. August kam The Battle of the Somme dann offiziell in die britischen Kinos. Zunächst wurde er in nicht weniger als 34 verschiedenen Lichtspielhäusern in London gezeigt, ab der darauf folgenden Woche auch in anderen Städten. Innerhalb von sechs Wochen sahen ihn etwa 20 Millionen Menschen – fast die Hälfte der damaligen Bevölkerung. Insgesamt lief er in über tausend englischen Kinos und wurde auch im Ausland gezeigt, insgesamt in 18 verschiedenen Ländern.

## Inhalt
Der Film ist in insgesamt fünf Teile gegliedert, was in erster Linie praktische Gründe hatte, da das gesamte Filmmaterial auf fünf Filmrollen aufgeteilt werden musste. Die einzelnen Szenen sind durch Zwischentitel getrennt, deren Text vom War Office verfasst worden war. Die folgende Inhaltszusammenfassung orientiert sich an der vom Imperial War Museum herausgegebenen DVD-Fassung.
In den ersten beiden Teilen sind die Vorbereitungen zur Schlacht zu sehen: Einheiten, die zur Front marschieren, der Nachschub an Munition, ein Feldgottesdienst oder das Trommelfeuer auf die deutschen Stellungen mit Geschützen aller Kaliber, vom leichten Feldgeschütz bis zur schweren Haubitze. Aber auch Bauern werden gezeigt, die im unmittelbaren Hinterland der Front ihre Felder bestellen. Teil zwei endet mit der Explosion der Hawthorn-Ridge-Mine.
Im dritten Teil sieht man den Beginn der eigentlichen Schlacht – das Vorrücken der britischen Infanterie und Feldartillerie, eroberte deutsche Schützengräben, die Versorgung der Verwundeten und das Einbringen deutscher Gefangener.
Der vierte Teil zeigt zunächst weitere Verwundete und Gefangene. Danach sind deutsche Gegenangriffe und zerstörte britische und deutsche Stellungen zu sehen. Er endet mit Bildern von Gefallenen beider Seiten.
Der fünfte und letzte Teil setzt die Darstellung der Auswirkungen des britischen Artilleriefeuers fort. Man sieht zerschossene Landschaften, den Lochnagar-Krater und die zerschossenen Dörfer Fricourt und Mametz. Dann werden erbeutete deutsche Minenwerfer und Geschütze gezeigt sowie britische Einheiten beim Ausruhen, beim Anwesenheitsappell und beim Posieren für die Kamera. Der Film endet mit dem weiteren Vorrücken der britischen Truppen, während die deutschen Gefangenen nach England abtransportiert werden.

### Propaganda
Obwohl der Film den Zusammenhalt zwischen den kämpfenden Soldaten und der Heimatfront stärken sollte und daher auch als Propagandafilm zu werten ist, beschränken sich die Angaben in den Zwischentiteln im Wesentlichen auf Fakten und Ortsangaben. Ein seltenes Beispiel für einen direkten propagandistischen Kommentar ist der Zwischentitel Nr. 8, auf dem zu lesen ist:

“Along the entire front the munition “dumps” are receiving vast supplies of shells; Thanks to the British munition workers”

„Entlang der gesamten Front erhalten die Munitions-‚Lager‘ gewaltige Vorräte an Granaten; Vielen Dank den britischen Munitionsarbeitern“

Dabei handelt es sich um eine klare Anspielung auf die Krise in der Versorgung der britischen Armee mit Artilleriegranaten im Vorjahr und die seither stark gesteigerte Rüstungsproduktion.

## Galerie
- The Battle of the Somme (unrestauriert und mit der Musik von Andrew Youdell)

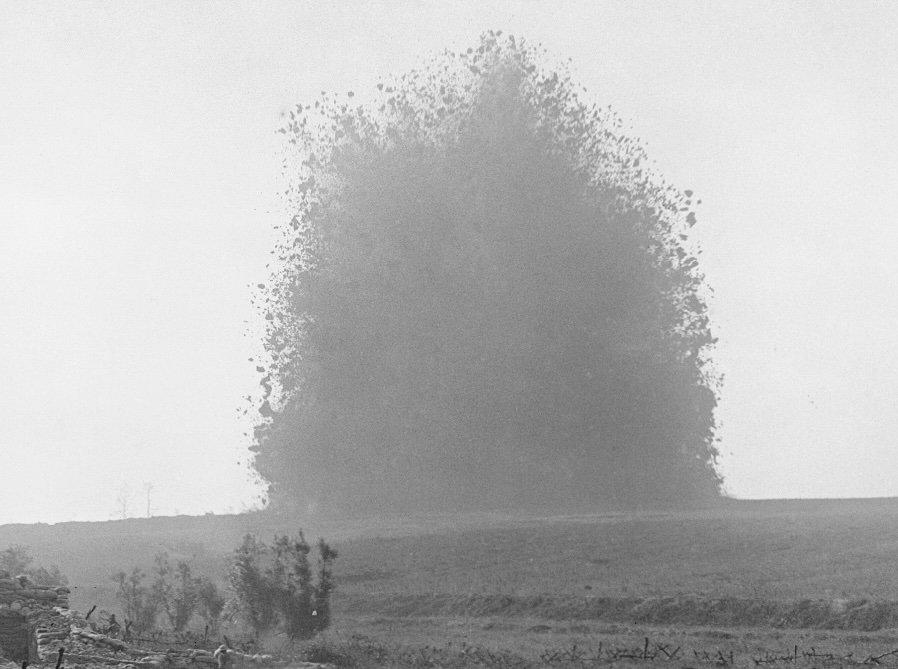
Explosion der Hawthorn-Ridge-Mine bei Beaumont-Hamel
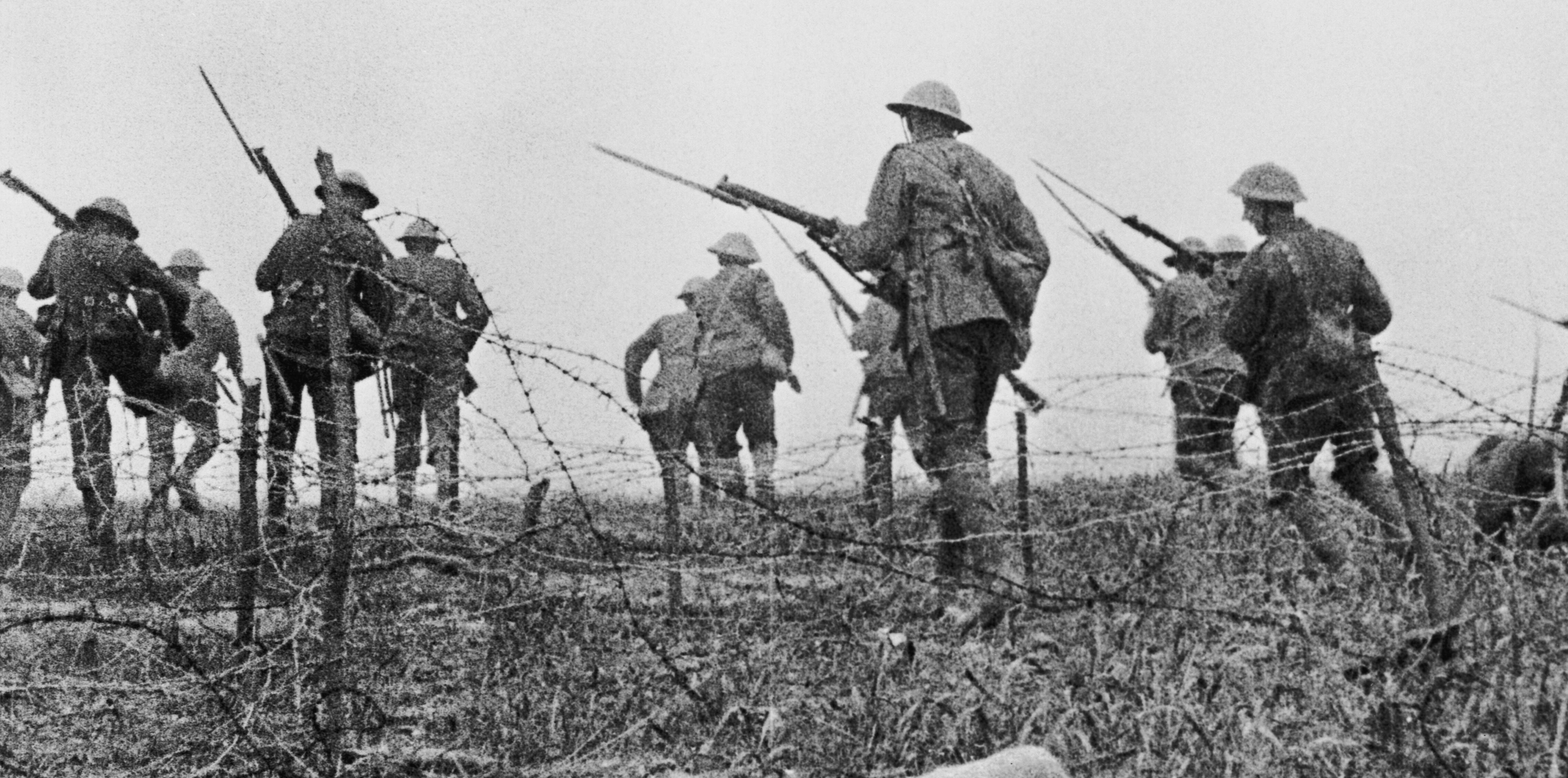
Alliierte Infanterie beim Angriff – eine der wenigen nachgestellten Szenen des Films
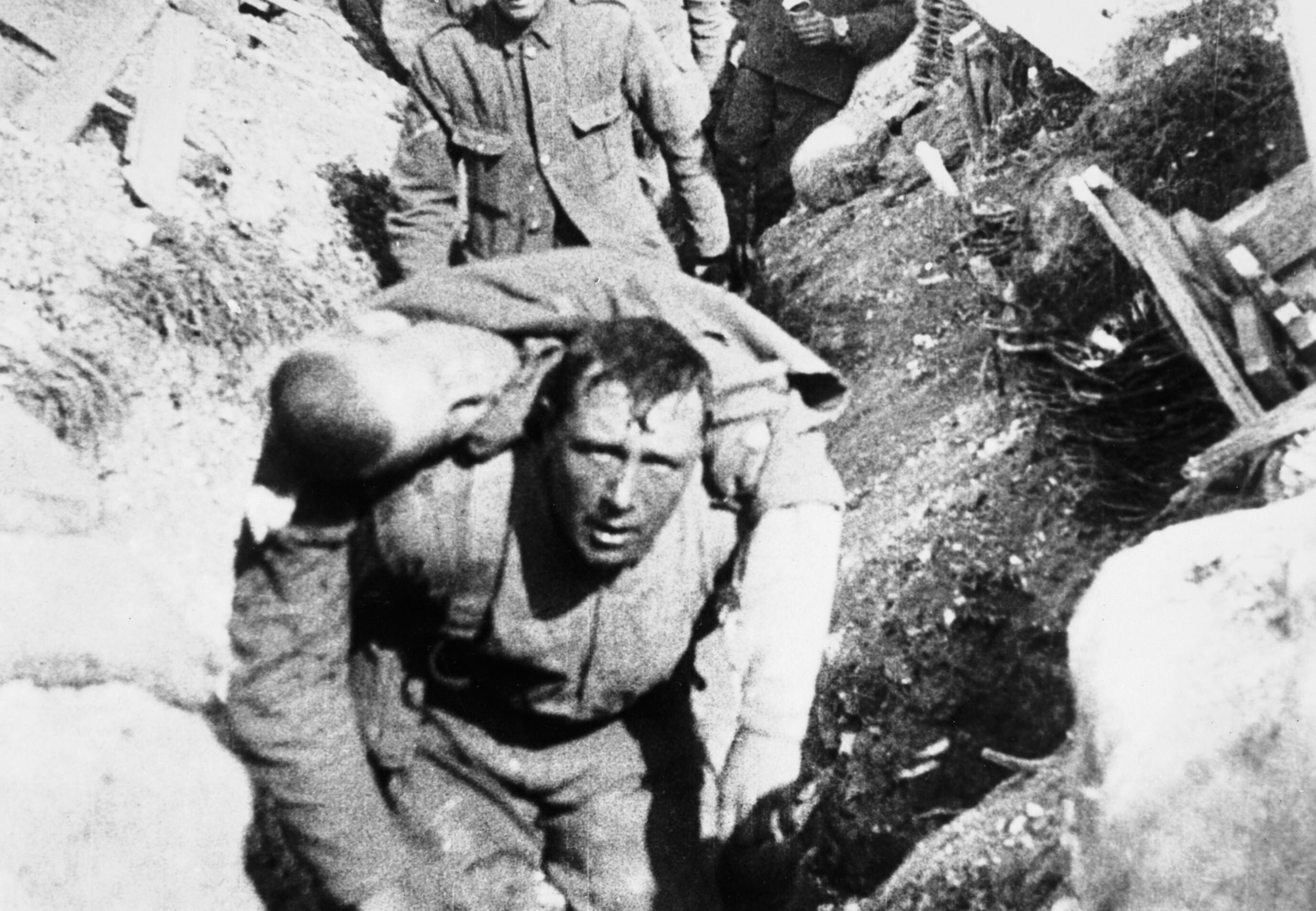
Eine der bekanntesten Szenen des Films: Britischer Soldat birgt einen verwundeten Kameraden

## Öffentliche Wirkung
Die britische Bevölkerung hatte bis dahin nur relativ kurze Frontberichte im Rahmen der Wochenschauen zu sehen bekommen. The Battle of the Somme war der erste abendfüllende Film über britische Soldaten an der Front. Da die Aufnahmen zum Zeitpunkt, als der Film in die Kinos kam, noch keine zwei Monate alt waren und die Schlacht an der Somme noch in vollem Gange war, stand The Battle of the Somme den Wochenschauberichten in Sachen Aktualität praktisch in nichts nach.
Auch die Darstellung von Kriegsopfern war für die britische Öffentlichkeit neu. Trotz der erwähnten Zensurmaßnahmen zeigen etwa 13 % des Films getötete oder verwundete Soldaten, was den Film in der Geschichte des britischen Dokumentarfilms einzigartig macht. Entsprechend schockiert reagierten viele Zuschauer, insbesondere auf die Szenen, in denen angreifende Soldaten vor der Kamera vermeintlich getroffen werden und zu Boden stürzen – auch wenn ausgerechnet diese Aufnahmen nur nachgestellt sind.
Frances Stevenson, die Privatsekretärin und spätere Ehefrau von David Lloyd George, deren Bruder kurz zuvor gefallen war, war bei der Privatvorführung am 2. August anwesend. Zwei Tage später schrieb sie in ihr Tagebuch:

“We went on Wednesday night to a private view of the ‘Somme Films’ i.e. the pictures taken during the recent fighting. To say that one enjoyed them would be untrue; but I am glad I went. I am glad I have seen the sort of thing our men have to go through, even to the sortie from the trench, and the falling in the barbed wire. There were picture too of the battlefield after the fight, & of our gallant men lying all crumpled up & helpless. There were pictures of men mortally wounded being carried out of the communication trenches, with the look of agony o their faces. It reminded me of what Paul’s last hours were: I have often tried to imagine to myself what he went through, but now I know: and I shall never forget.”

„Wir gingen am Mittwochabend zu einer Privatvorstellung der ‚Somme-Filme‘, d.H. der Bilder, die während der jüngsten Kämpfe aufgenommen wurden. Zu sagen, dass man sie genoss, wäre unwahr; aber ich bin froh, dass ich hingegangen bin. Ich bin froh, dass ich gesehen habe, was unsere Männer durchmachen müssen, bis hin zum Ausfall aus dem Graben und dem Sturz in den Stacheldraht. Es gab auch Bilder vom Schlachtfeld nach dem Kampf & von unseren tapferen Männern, die alle zusammengeknüllt & hilflos dalagen. Es gab Bilder von tödlich verwundeten Männern, die aus den Verbindungsgräben herausgetragen wurden, mit dem Ausdruck von Qual auf ihren Gesichtern. Es erinnerte mich daran, wie Pauls letzte Stunden waren: Ich habe oft versucht, mir vorzustellen, was er durchgemacht hat, aber jetzt weiß ich es: und ich werde es nie mehr vergessen.“

Nach der Veröffentlichung des Films lobten die meisten Kritiker den Film wegen seiner Realitätsnähe; einige fanden die Darstellung von verwundeten oder sterbenden Menschen im Kino (das ja eigentlich ein Unterhaltungsmedium war) jedoch unangebracht. So schrieb der Dean of Durham in einem Leserbrief an die Times:

“Crowds of Londoners feels no scruple at feasting their eyes on pictures which present the passion and death of British soldiers in the Battle of the Somme … a ‘film’ of war’s hideous tragedy is welcomed. I beg leave respectfully to enter a protest against an entertainment which wounds the hearts and violates the very sanctities of bereavement.”

„Massen von Londonern fühlen keine Skrupel, ihre Augen an Bildern zu weiden, die das Leiden und den Tod britischer Soldaten in der Schlacht an der Somme darstellen. Ein ‚Film‘ über die abscheuliche Tragödie des Krieges ist willkommen. Ich bitte respektvoll darum, gegen eine Unterhaltung protestieren zu dürfen, die die Herzen verwundet und die Heiligkeit des Verlustes verletzt.“

Der bekannte Schriftsteller Sir Arthur Conan Doyle schrieb daraufhin seinerseits einen Leserbrief:

“Surely the Dean of Durham’s view is a very odd one and will not be shared by many of his fellow-countrymen. How can we learn to understand and sympathize with the glorious achievements and sacrifices of our soldiers so well as when we actually see them in action before our eyes! The film is a monument to their devotion. The theatre is filled constantly with the relatives of the men portrayed, and I do not think that they feel that there is any desecration in the performance. There is, however, one very obvious omission. The name and possibly the portrait of the brave operator who risked his life to secure this invaluable national possession should certainly be flashed upon the screen.”

„Sicher ist die Ansicht des Dekans von Durham sehr seltsam und wird nicht von vielen seiner Landsleute geteilt. Wie können wir lernen, die glorreichen Errungenschaften und Opfer unserer Soldaten so gut zu verstehen und mit ihnen zu sympathisieren, wie wenn wir sie tatsächlich vor unseren Augen in Aktion sehen! Der Film ist ein Denkmal für ihre Hingabe. Das Theater ist ständig mit den Verwandten der dargestellten Männer gefüllt, und ich glaube nicht, dass sie das Gefühl haben, dass die Aufführung irgendeine Entweihung enthält. Es gibt jedoch eine sehr offensichtliche Auslassung. Der Name und möglicherweise das Porträt des tapferen Kameramanns, der sein Leben riskierte, um diesen unschätzbaren nationalen Besitz zu sichern, sollte auf jeden Fall auf der Leinwand zu sehen sein.“

Am 2. September, im Anschluss an eine Privatvorstellung für die britische Königsfamilie in Windsor Castle, sagte König Georg V.:

“The public should see this pictures that they may have some idea of what the Army is doing, and what it means.”

„Die Öffentlichkeit sollte diese Bilder sehen, um eine Vorstellung davon zu bekommen, was die Armee tut und was es bedeutet.“

Als Reaktion auf den Film verfasste der britische Dichter Henry Newbolt ein Gedicht mit dem Titel The War Films, das am 14. Oktober 1916 auf der Titelseite der Times veröffentlicht wurde. Auch sein Landsmann C.H.B. Kitchin, der selbst an der Schlacht teilgenommen hatte, sowie der Niederländer Jacobus van Looy setzten sich in ihren Gedichten mit dem Film thematisch auseinander.
Auch in Deutschland wurde The Battle of the Somme zur Kenntnis genommen. Ein vom Berliner Tageblatt nach Großbritannien geschickter neutraler Korrespondent schrieb, ihm sei bisher nichts Packenderes und Erregenderes als diese Filme geboten worden.
Quasi als Antwort auf The Battle of the Somme veröffentlichte das deutsche Bild- und Filmamt im Jahr 1917 einen ähnlichen, wenn auch deutlich kürzeren Film mit dem Titel Bei unseren Helden an der Somme. Dieser bestand jedoch – im Gegensatz zum britischen Film – zu einem wesentlich größeren Teil aus gestellten Aufnahmen.
Während The Battle of the Somme überwiegend das echte Geschehen an der Front zeigt, wurden einige wenige Szenen im Hinterland nachgestellt. Dies führte später zu Kritik. Historiker schätzen jedoch, dass lediglich etwa 70 Sekunden des gesamten Films keine Originalaufnahmen sind.
In den folgenden Jahrzehnten wurden immer wieder Ausschnitte des Films in Dokumentarfilmen oder Büchern über den Ersten Weltkrieg verwendet. Einige Bilder bzw. Sequenzen entwickelten sich regelrecht zu Medienikonen – allen voran die Szene, in der ein britischer Soldat einen verwundeten Kameraden auf seinem Rücken durch den Schützengraben trägt.
Auch der neuseeländische Regisseur Peter Jackson griff für seinen 2018 uraufgeführten Film They Shall Not Grow Old auf einige Szenen aus The Battle of the Somme zurück, die dafür koloriert und neu vertont wurden.

## Wissenschaftliche Einschätzung
Von wissenschaftlicher Seite wurde angemerkt, "dass es dem War Office mit diesem Film keineswegs darum ging, ein Geschehen von übergeordneter Bedeutung in Gänze zu begleiten und zu dokumentieren; vielmehr ging es darum – im Bewusstsein wohl der ungeheuren Anzahl an Opfern, die zu erwarten waren –, auf dieses Geschehen einzustimmen und Akzeptanz, Zuversicht, Ruhe und ein umfassendes Wir-Gefühl zu verbreiten." Der Film zeige "neben Bildern und Szenen quasi einer Zivilgesellschaft, die sich durch perfekte Organisation, soziale Ordnung und Überfluss an technischem Gerät auszeichnet", auch "Gefahren und Tod keineswegs verharmlosende Bilder und Szenen, die die Engländer als solche selbstverständlich siegreich und großmütig zeigen." Diese Bilder könnten gezeigt werden, "weil die erhoffte Wirkung des Films gar nicht so sehr von den einzelnen Bildern ausgehen soll, sondern vielmehr von deren Anordnung in einer Gesamtkomposition. Härte und Unheil nämlich, zumal auf der eigenen Seite, denen nicht ausgewichen, sondern in deren Ertragen nebenbei vielmehr eingeübt wird, werden in einer alles ‚heilenden’ Gesamtkomposition aufgehoben.  Diese Gesamtkomposition lässt die Schlacht an der Somme als ein Geschehen erscheinen, das wie ein klassisches Drama in fünf Stufen abläuft – Exposition, Steigende Handlung, Höhepunkt (Peripetie), Fallende Handlung (Retardierendes Moment), Katastrophe oder Happy End –, wobei es sich versteht, dass der Film für die Briten allein die zweite Variante des dramatischen Ausgangs gelten lassen will. (...) Der Sieg der Engländer am Schluss scheint so eine zwangsläufige Folge der sorgfältigen Vorbereitungen zu Anfang zu sein, zu denen ein eindeutiges Ziel und ein klar vorgezeichneter Weg gehören. Verluste auf diesem Weg machen Sinn und sind gerechtfertigt angesichts des sachlogisch unausweichlichen und von daher auch unbezweifelbaren Happy Ends für England. Fröhlich, so das Ende des Films, zieht man von daher in die nächsten Schlachten, um weitere, zahllose Deutsche in die Gefangenschaft zu überführen. Realhistorisch stehen diese nächsten Schlachten ja zum Zeitpunkt der frühen Filmrezeption noch aus; aber eben: So fröhlich wie die Soldaten, sollen ja auch die Millionen daheim dem Kommenden entgegensehen."

## Überarbeitung und Neuveröffentlichung durch dasImperial War Museum
Im Jahr 1920 wurden die Negative des Films zur Archivierung an das Imperial War Museum (IWM) übergeben.
Im Jahre 1990 veröffentlichte das IWM den Film auf VHS, musikalisch untermalt von einer improvisierten Musik des Stummfilmpianisten Andrew Youdell.

### Restaurierung
2005 startete das Imperial War Museum ein umfangreiches Projekt zur Restaurierung des Films.
Da die originalen Negative durch die natürliche Zersetzung des Zelluloids schon längst verloren gegangen waren, wurde für die Restaurierung auf eine 1931 erstellte Kopie auf Sicherheitsfilm zurückgegriffen.
Aufgrund des schlechten Zustands des zur Verfügung stehenden Filmmaterials musste der größte Teil der Bilder einzeln bearbeitet werden – insgesamt etwa 80.000 Stück.
Da der Film in den Jahren nach der Erstveröffentlichung mehrmals umgeschnitten worden war, wurde im Rahmen der Restaurierung versucht, möglichst auch die ursprüngliche Gliederung zu rekonstruieren. In einigen Fällen gelang es, fehlende Teile anhand historischer Beschreibungen zu identifizieren und aus anderen Filmen, in denen sie Verwendung gefunden hatten, wieder einzufügen. Weggelassen wurde dagegen eine Karte am Ende des Films, die den Rückzug der deutschen Armee von der Somme bis zur Hindenburglinie zwischen Juli 1916 und April 1917 zeigte – die im Originalfilm von 1916 also noch gar nicht enthalten gewesen sein konnte.
Der restaurierte Film wurde schließlich am 22. Oktober 2006 in der Queen Elizabeth Hall in London uraufgeführt.

### Musik
Wie zur damaligen Zeit bei Stummfilmen üblich, wurde The Battle of the Somme in der Regel von einem oder mehreren Musikern begleitet, die live im Kino spielten. J. Morton Hutcheson, musikalischer Direktor einer Kinokette, stellte dazu 40 Stücke zusammen, die er den Kinos zur musikalischen Untermalung der einzelnen Szenen empfahl. Darunter waren – neben traditionellen britischen Militärmärschen – auch etliche Stücke deutscher Komponisten, etwa von Ludwig van Beethoven, Conradin Kreutzer, Felix Mendelssohn Bartholdy, Carl Gottlieb Reißiger, Franz Schubert, Robert Schumann, Richard Wagner oder Carl Maria von Weber. Die Liste wurde am 17. August 1916 in der Fachzeitschrift The Bioscope veröffentlicht, deren Herausgeber William F. Jury war, der Produzent von The Battle of the Somme. Sie war für die aufführenden Kinos jedoch nicht verpflichtend.
Im Rahmen der Restaurierung des Films versuchte das IWM, eine musikalische Untermalung zu schaffen, die derjenigen von 1916 nahekam, welche allerdings von Kino zu Kino unterschiedlich war. Dazu wurden, basierend auf Hutchesons Empfehlungen, 34 Stücke ausgewählt und von vier Musikern eingespielt, wobei die Besetzung mit Klavier, Violine, Kornett und Schlagzeug (vereinzelt kam auch eine Querflöte zum Einsatz) ziemlich genau derjenigen in einem typischen kleinen bis mittelgroßen Kino der damaligen Zeit entsprach.
Außerdem beauftragte das Imperial War Museum die britische Komponistin Laura Rossi mit der Komposition einer komplett neuen, eigenständigen Filmmusik. Bei der Uraufführung des restaurierten Films wurde diese Musik vom Philharmonia Orchestra unter der Leitung von Nic Raine live aufgeführt. Am 5. und 6. Oktober 2007 wurde die Musik in der All Saints Church im Londoner Stadtteil Tooting für die Veröffentlichung auf DVD eingespielt.
Auf der vom IWM herausgegebenen DVD sind beide Versionen der Musik enthalten, so dass der Zuschauer wählen kann.

### Somme100 FILM
Anlässlich des 100. Jahrestages der Schlacht wurde unter der Führung des Imperial War Museums das Projekt Somme100 FILM ins Leben gerufen. Ziel war es, den Film, live untermalt mit der neuen Musik von Laura Rossi, im Laufe eines Jahres im Vereinigten Königreich und anderen Ländern einhundert Mal aufzuführen. Bewerben konnten sich sowohl professionelle als auch Laien- oder Jugendorchester. Die erste der 100 Vorführungen fand am 1. Juli 2016, dem 100. Jahrestag des Angriffs, mit dem BBC Symphony Orchestra unter der Leitung von Sakari Oramo am Thiepval-Denkmal in Frankreich statt und wurde von der BBC live übertragen. Auch in Neuseeland und den Niederlanden fanden Vorstellungen statt.